# Cieszków (gromada)
Cieszków – dawna gromada, czyli najmniejsza jednostka podziału terytorialnego Polskiej Rzeczypospolitej Ludowej w latach 1954–1972.
Gromady, z gromadzkimi radami narodowymi (GRN) jako organami władzy najniższego stopnia na wsi, funkcjonowały od reformy reorganizującej administrację wiejską przeprowadzonej jesienią 1954 do momentu ich zniesienia z dniem 1 stycznia 1973, tym samym wypierając organizację gminną w latach 1954–1972.
Gromadę Cieszków z siedzibą GRN w Cieszkowie utworzono – jako jedną z 8759 gromad na obszarze Polski – w powiecie milickim w woj. wrocławskim, na mocy uchwały nr 22/54 WRN we Wrocławiu z dnia 2 października 1954. W skład jednostki weszły obszary dotychczasowych gromad Cieszków, Biadaszka, Guzowice, Brzezina, Sendraszyce, Ujazd i Nowy Folwark (bez przysiółków Bielawy i Żydowski Bród) ze zniesionej gminy Cieszków w tymże powiecie. Dla gromady ustalono 24 członków gromadzkiej rady narodowej.
1 stycznia 1960 do gromady Cieszków włączono obszar zniesionej gromady Rakłowice oraz wsie Trzebicko, Trzebicko Dolne (bez przysiółka Średzina), Góry, Jankowa i Weżowice ze zniesionej gromady Trzebicko – w tymże powiecie.
Gromada przetrwała do końca 1972 roku, czyli do kolejnej reformy gminnej. 1 stycznia 1973 w powiecie milickim reaktywowano gminę Cieszków.